# Bossiaea rhombifolia
Bossiaea rhombifolia är en ärtväxtart som beskrevs av Dc. Bossiaea rhombifolia ingår i släktet Bossiaea och familjen ärtväxter.

## Underarter
Arten delas in i följande underarter:
- B. r. concolor
- B. r. rhombifolia